# Мождани удар
Мождани удар (цереброваскуларнa болест, апоплексија, колоквијално: шлог, мождана кап) означава престанак функционисања одређених група можданих ћелија (оштећење можданог паренхима), а настаје услед недостатка хранљивих материја и/или кисеоника. Недостатак ових материја се јавља као последица поремећаја крвотока услед зачепљења крвних судова или услед њиховог прскања и излива крви у мождано ткиво или мождане овојнице. С обзиром да мождане ћелије не поседују резерве хранљивих материја и кисеоника, долази до њиховог пропадања што се клинички манифестује испадом оних функција за чије су извршење ћелије одговорне.
Назив је настао од грчке речи  што значи ударити. Чешће се употребљава термин шлог од немачке речи  што значи, исто, ударити, лупити. Apoplexia је застарео медицински термин који се сада користи само у специфичним стањима.
Ово се клинички манифестује у виду одузетости појединих делова тела, поремећајем говора, испадом појединих врста осећаја, сметњама у координацији покрета и хода или разним психичким испадима и поремећајима свести, а у скоро 33% случајева долази до смртног исхода. По проценту смртности мождани удар се налази на трећем месту, одмах после болести срца и карцинома. Последице можданог удара чине највећу и најтежу групу инвалидности. Особе које су доживеле мождани удар су у великој мери зависне од људи из окружења у задовољавању основних животних потреба. Ово је важно јер је доказано да се људски век продужује, а после 55. године живота ризик за појаву можданог удара се удвостручује у свакој наредној деценији живота. Мождани удар се последњих година јавља у све ранијој животној доби (по разним статистикама 28% оболелих су млађи од 65 година). Због тога је веома важно рано уочавање знакова можданог удара, како би се смањила смртност и спречила појава инвалидитета.

## Етиологија
Постоје два типа можданог удара:
- исхемијски и
- хеморагијски (крварећи).

Узрок исхемијског можданог удара је зачепљење неког од артеријских крвних судова мозга, најчешће атеросклеротским материјалом или крвним угрушком који потиче са измењене каротидне артерије. Последица овога је да део мозга остаје без снабдевања крвљу која доноси кисеоник, што доводи до смрти ћелија са последичним неуролошким дефектима или смртним исходом.
Код крварећег можданог удара долази до излива крви у неки од ликворских простора унутар лобање или у мождано ткиво са тешком клиничком сликом због притиска на мождано ткиво, отока околног можданог ткива и неповољних ефеката разградних продуката крви на тонус крвних судова мозга. До крварења може доћи из неке од ситнијих артеријских грана, ненормалне комуникације артерија и вена (артерио-венска малформација) или абнормалног проширења артеријског крвног суда (интракранијална анеуризма). Резултат пуцања (руптуре) је интракранијално крварење које се клинички манифестује изузетно јаком главобољом која може, али и не мора, бити праћена муком, повраћањем, укоченошћу врата и неуролошким променама.

### Исхемијски мождани удар
У исхемијском можданом удару, доток крви у одрађени део мозга је умањен или прекинут, што доводи до дисфункције можданог ткива у захваћеном
подручју. Постоје четири разлога због којих се ово може догодити:
1. Тромбоза (опструкција крвне жиле локално формираним крвним угрушком)
2. Емболија (опструкција узрокована угрушком који је настао негде другде у телу, види даље)[1]
3. Системска хипоперфузија (опште смањење крвног протока, нпр. у шоку)[5]
4. Венска тромбоза[6]

Мождани удар без очитог узрока назива се „криптогеним“ (непознатог порекла), он чини 30-40% свих исхемијских удара.
Постоје различити класификациони системи за акутни исхемијски мождани удар. Oxford Community Stroke Project класификација (OCSP класификација, такође позната као Бамфорд или Оксфордска класификација) примарно се темељи на иницијалним симптомима; на основу проширених симптома, епизода можданог удара се класификује као тотални антериорни циркулацијски инфаркт (TACI), парцијални антериорни циркулацијски инфаркт (PACI), лакунарни инфаркт (LACI) или постериорни циркулацијски инфаркт (POCI). Ова четири ентитета предвиђају проширеност можданог удара, регију захваћености, подлежећи узрок и прогнозу.  ( у третману акутног можданог удара) класификација утемељена је на клиничким симптомима и резултатима досадашњих истраживања; на тој бази мождани удар се класификује се као узрокован (1) тромбозом или емболијом због атеросклерозе велике артерије, (2) емболија срчаног порекла, (3) зачепљење мале крвне жиле, (4) остали детерминисани узроци, (5) нетерминисани узроци (два могућа узрока, неидентификовани узрок или недовољна истрага).

### Хеморагијски мождани удар
Интракранијска хеморагија (крварење) је накупљање крви било где унутар лобањског свода. Постоји разлика између интра-аксијалног крварења (крв унутар мозга) и екстра-аксијалног крварења (крв унутар лубање, али изван мозга). Интра-аксијално крварење настаје због интрапаренхималног крварења (крв у можданом ткиву) или интравентрикуларног крварења (крв у вентрикуларном систему). Главне врсте екстрааксијалног крварења су епидурални хематом (крв између  и лобање), субдурални хематом (у субдуралном простору) и субарахноидално крварење (између арахноидеја и pia mater). Већина синдрома хеморагијских можданих удара има специфичне симптоме (нпр. главобоља, претходна озледа главе).

## Симптоми
Мождани удар може да настане нагло или постепено. У већини случајева почетак је постепен (неколико сати или дана) и без појаве бола, за разлику од срчаног напада. Међутим, све врсте можданог удара захтевају хитну медицинску интервенцију. Најчешћи симптоми који се често могу и превидети од околине су:
- слабост моторних функција или утрнутост једне половине лица или тела,
- изненадна појава вртоглавице са немогућношћу ходања и стајања, која је праћена нагоном на повраћање и повраћањем, а погоршава се са променом положаја главе и тела или после физичког напора,
- нагле појаве главобоље, најчешће са почетком у потиљачном пределу које могу бити праћене појавом слабости појединих делова тела, повраћањем или изменом стања свести,
- отежано изговарање појединих речи, немогућност говора или неразумевање туђег говора,
- поремећаји вида:
  - појава дуплих слика,
  - потпуни губитак вида на једном или оба ока,
  - сужење видног поља итд.

Све ове тегобе могу настати нагло или постепено (у већини случајева), а често се и спонтано повлаче без икаквог лечења што одлаже обраћање лекару.

## Рано препознавање
Предложени су различити начини како би се повећала стопа препознавања можданог удара од стране пацијената, родбине и тимова прве помоћи. Системски преглед, ажурирајући претходни системски преглед из 1994, прегледао је бројне студије како би утврдио колико добро налаз физичког прегледа може предвидети присутност или одсутност можданог удара. Утврђено је да изненадна појава слабости лица, пад руке (нпр. ако код особе након што је затражено да подигне обе руке, нехотице једна руке тоне према доле) и ненормалан говор најчешћи су налази који највероватније доводе до исправне идентификације можданог удара (позитиван однос вероватноће износи 5,5 када је барем једно од наведеног присутно). Слично томе, када је све троје одсутно, вероватноћа можданог удара је значајно смањена (негативни однос вероватноћа је 0,39). Иако ови налази нису савршени за дијагнозирање можданог удара, чињеница да се могу оценити релативно брзо и ефикасно чини их веома вредним у акутној ситуацији.
Предложени системи укључују FAST протокол (Face – лице, Arm – руке, Speech – говор, Time - време) који заговарају Министарство за здравство (Уједињено Краљевство), Удружење за мождани удар (The Stroke Association), Америчко удружење за мождани удар (American Stroke Association), Национално удружење за мождани удар (National stroke Association, US), Los Angeles Prehospital Stroke Screen (LAPSS) и Cincinnati Prehospital Stroke Scale (CPSS). Кориштење ових скала препоручено је кроз професионалне смернице. За особе које раде на хитној помоћи, рано препознавање можданог удара је врло важно јер може убрзати дијагностичке тестове и претраге.
Систем бодовања назван ROISER (Recognition of Stroke in the Emergency Room – препознавање можданог удара у хитном тракту) препоручује се у ту сврху; темељи се на обележјима у историји болести и физичком прегледу.

### Подврсте
Ако захваћено подручје мозга садржи један од три важна живчана пута у средишњем нервном систему – спиноталамички пут, кортикоталамички пут и дорзалну колумну (медијални лемниск) симптоми могу бити:
- Хемиплегија и мишићна слабост лица
- Обамрлост
- Смањење осећања додира и вибрације
- Иницијална млитавост (хипотонус), замењена спастичносћу (хипертонус), хиперрефлаксија и облигаторна синергија[18]

У већини случајева симптоми захватају само једну страну тела (унилатерално). Зависно од захваћеног подручја дефекта у мозгу обично се налази на супротној страни од захваћене стране тела. Међутим будући да мождани путеви путују кичменом мождином, било које оштећење кичмене мождине може да створи исте симптоме, те присутност било којег од наведених симптома не указује нужно на мождани удар.
На наведене путеве средишњег нервног система, из можданог стабла излази већина од 12 можданих живаца. Удар који захваћа мождано стабло и мозак може да створи симптоме повезане с дефицитом можданих живаца:
- Промењен мирис, укус, слух или вид (целокупно или делимично)
- Спуштен очни капак (птоза) и слабост очних мишића
- Смањењи рефлекси: затварање уста, гутање, реактивност зеница на светлост
- Смањење осећаја и мишићна слабост лица
- Проблеми равнотеже и нистагмус
- Промењено сисање и срчани ритам
- Слабост стерноклеидомастоидног мишића с немогућношћу окретања главе на једну страну
- Слабост језика (немогућност плажења или помицања језика с једне да другу страну)

Ако је захваћена мождана кора, путеви средишњег живчаног система могу буду захваћени и могу да стварају следеће симптоме:
- Афазија (тешкоћа вербалног изражавања, разумевање говора, читања и/или писања, типично код захваћености Броковог и Вернековог подручја)
- Дизартрија (моторни поремећај говора као резултат неуролошког оштећења)
- Апраксија (промењени вољни покрети)
- Дефекти у видом пољу
- Занемаривање половице тела (eng. hemineglect) (захваћеност паријеталног режња)
- Неорганизовано размишљање, конфузија, хиперсексуалне гесте (код захваћености чеоног режња)
- Недостатак увида у властити инвалидитет, узрокован можданим ударом

Ако је захваћен мали мозак, пацијент може имати:
- Промењен начин хода
- Промењена координација покрета
- Вртоглавица и неравнотежа

## Придружени симптоми
Губитак свести, главобоља и повраћање чешће се догађа код хеморагијских можданих удара него код тромбоза због повишеног интракранијалног притиска због истицања крви и компресије на мозак.
Ако су симптоми максимални на почетку, најверојатнији узрок је субарахноидално крварење или емболија.

## Узроци

### Мождани удар узрокован тромбозом
У можданом удару узрокованим тромбозом тромб (крвни угрушак) се обично ствара око атеросклеротског плака. Пошто је блокада артерије поступна, почетак симптома је спорији. Тромб као такав (чак и ако је неоклудирајући) може довести до емболијског можданог удара (види касније) ако се тромб откине, те се тада назива емболусом. Две врсте тромбозе могу да узрокују мождани удар:
- Болест великих крвних судова укључује заједничке и унутрашње каротиде, вертебралне и крвне судове Вилисовог круга[20]. Болести које могу довести до формирања тромба укључују (у опадајућем редоследу учесталости): атеросклероза, вазоконстрикција (стезање крвне жиле), дисекција аорте, каротидне или вертебралне артерије, различите упалне болести зидова крвне жиле (такајасу артеритис, гигантоцелуларни артеритис, васкулитиси), неупална васкулопатија, Мојамојаова болест и фибромускуларна дисплазија.
- Болест малих крвних жила укључује мање крвне жиле унутар мозга: гране Вилисовог круга, средњу мождану артерију, артерије можданог стабла и огранке вертебралне и базиларне артерије.[21]. Болести које могу довести до формирања тромба укључују (у опадајућем редоследу инциденције): липохијалиноза (накупљање масне хијалине материје у крвним жилама као резултат високог крвног притиска и старења) и фибриноидна дегенерација (мождани удар који укључује ове жиле познат је и као лакунарни инфаркт) и микроатероми (малени атеросклеротски плакови)[22].

Српаста анемија може да узрокује групирање крвних ћелија и блокирање крвне жиле те тако да доведе до можданог удара. Мождани удар је други водећи узрок смрти у људи млађих од 20 година оболелих од анемије српастих ћелија.

### Емболијски мождани удар
Назив емболијски мождани удар односи се на блокаду артерије узроковану артеријским емболусом, путујућом честицом или дебрисом, у артеријској крвној струји, која потиче с другог места. Емболус је најчешће тромб, али може бити и велики број других честица укључујући маст (нпр. из коштане сржи код прелома кости), ваздух, ћелије рака или накупина бактерија (обично код инфективог ендокардитиса).
Због тога што емболус потиче с неког другог места, локална терапија решава проблем само накратко. Тиме, извор емболуса мора бити идентифициран. Емболијска блокада има изненадан почетак, стога су симптоми обично најизраженији већ на почетку. Такође, симптоми могу бити пролазни ако се емболус деломично разгради, помакне на друге локације или се потпуно распрши.
Емболуси најчешће потичу из срца (поготово код атријске фибрилације) али могу настати било где у артеријском стаблу. Код парадоксалне емболије, емболуси који настају због тромбозе дубоких вена ногу долазе до мозга због атријских или вентрикуларних срчаних дефеката.
Срчани узроци се могу поделити у оне високог и оне ниског ризика/потенцијала:
- Високи ризик: атријска фибрилација и парадоксална атријска фибрилација, реуматска болест митралног залиска или аортална валвуларна болест, леукемија , вештачки срчани залисци, познати атријски или вентрикуларни тромб, синдром болесног синуса, континуирано атријско лепршање, недавни инфаркт миокарда, хронични инфаркт миокарда с ејекцијском фракцијаом мањом од 28%, симптоматско конгестивно срчано затајивање с ејекцијском фракцијом мањом од 30%, дилатативна кардиомиопатија, Либман – Саксов ендокардитис, марантични ендокаридитис, инфективни ендокардитис, папиларни фиброеластом, миксом левог атрија и реваскуларизација миокарда (CABG операција)
- Ниски ризик: калцификати прстена митралног залиска, отворени форамен овале, анеуризма атријског септума, анеуризма атријског септума с отвореним фраменом овале, анеуризма левог вентрикула без тромба, изоловани „дим“ левог атрија на екокардиографији (непостојање митралне стенозе и атријске фибрилације), комплексни атером у узлазној аорти или проксималном делу лука.

### Системна хипоперфузија
Системна хипоперфузија је смањење крвног протока у свим деловима тела. Најчешће је узрокована отказивањем срчане пумпе услед срчаног ареста или аритмија, или због смањења срчаног избачаја насталог као резултат инфаркта миокарда, плућне емболије, перикардијалног излива или крварења. Хипоксемија (низак ниво кисеоника у крви) може допринети хипоперфузији. Пошто је смањење крвног протока глобално, сва подручја мозга могу бити захваћена, посебно подручја „прекретнице“ – гранична подручја регија мозга које крв добивају из главних можданих артерија. Мождани удар „прекретница“ односи се на стање када је проток крви у тим подручјима компромитован. Крвни проток у тим подручјима нужно не престаје, али уместо тога може се смањити до тачке где може настати оштећење мозга. Овај феномен се назива „последња ливада“ што упућује на чињеницу да у наводњавању последња ливада прима најмању количину воде.

### Венска тромбоза
Тромбоза венских синуса мозга доводи до можданог удара због локаног повећања венског притиска, који надилази притисак у артеријама. Инфаркти имају већу вероватноћу хеморагијске трансформације (цурење крви у оштећено подручје) него остали облици исхемијских можданих удара.

### Интрацеребрално крварење
Обично се јавља у малим артеријама или артериолама и најчешће настаје због повишеног крвног притиска, васкуларних малформација средишњег живчаног система (укључујући кавернозне ангиоме или артеријсковенске малформације), церебралне амилоидне ангиопатије или инфаркта у којима се секундарно развило крварење. Други потенцијални узроци су траума, поремећаји коагулације, амилоидне ангиопатије, конзумирање дроге (нпр. амфетамини или кокаин). Хематом се повећава све док притисак околног ткива не ограничи његов раст или не дође до декомпресије пражњењем у церебрални вентрикуларни систем, цереброспиналну течност или пиалну површину. Трећина интрецеребралног крварења је крварење у мождане коморе. Интрацеребрално крварење има смртност од 44% након 30 дана, вишу од исхемијског можданг удара или субарахноидалног крварења (који се технички могу класификовати као врста можданог удара).

### Тихи мождани удар
Тихи мождани удар је мождани удар који нема никакве спољне симптоме, а пацијенти обично нису свесни да су претрпели мождани удар. Упркос томе, то не узрокује препознатљиве симптоме, тихи мождани удар и даље узрокује оштећења на мозгу, и ставља болеснике у групу повећаног ризика за развој транзиторне искемијске атаке или великог можданог удара у будућности. Исто тако, код особа које су претрпеле велики мождани удар постоји ризик развоја тихих можданих удара. У опсежној студији спроведеној 1998. процењено је да је више од 11 милиона људи у САД доживело мождани удар. Око 770.000 можданих удара било је симптоматско, док се код 11 милиона тихих можданих удара или крварења запажених на МРИ-у. Тихи мождани удар изазива карактеристична оштећења која се могу детектовати помоћу сликовних претрага као што је МРИ. Процењено је да се тихи мождани удар јавља 5 пута чешће него симптоматски мождани удар. Ризик развоја повећава се с добом, али може захватити и млађе одрасле и децу, поготово оне с акутном анемијом.

## Патофизиологија

### Исхемијски мождани удар
Исхемијски мождани удар настаје због губитка опскрбе крвљу дела мозга што покреће исхемијску каскаду. Мождано ткиво престаје да функционише ако је ускраћен доток кисеоника дуже од 60 до 90 секунди, а након отприлике три сата долази до неповратних озледа које доводе до смрти ткива, тј. до можданог удара. (То је разлог зашто се фибринолитици, као што је алтеплаза, дају само унутар три сата од настанка можданог удара.) Атеросклероза може пореметити доток крви сужењем лумена крвне жиле што доводи до смањења протока крви и последично до стварања крвних угрушака у крвној жили или отпуштањем мноштва комадића малих емболуса распадом атероскелортских плакова. Емболијски инфаркти настају када се емболуси формирани негде другде у телу, обично у срцу као последица атријске фибрилације или у каротидним артеријама, откину, уђу у мождану циркулацију, те се сместе и зачепе крвну жилу. Будући да су сад крвне жиле у мозгу зачепљене, у мозгу пада ниво енергије, што резултира прелазом на анаеробни метаболизам у подручју можданог ткива захваћеног исхемијом. Нажалост, ова врста метаболизма производи мање аденозин трифосфата (ATP), али испушта и нуспроизвод под називном млечна киселина. Млечна киселина је иритант који има способност оштећивања ћелије, будући да је киселина и омета нормалну ацидо-базну равнотежу у мозгу. Подручје исхемије се назива „исхемијска пенумбра“.
Затим, долази до смањења концентрације кисеоника и глукозе у подручју исхемије, производња високоенергетских фосфатних једињења као што је аденозин трифосфат није више успешна, што доводи до пропадања енергетски зависних процеса (као што је рад јонских пумпи) потребних за преживљавање ћелије. То доводи до покретања целог низа повезаних догађаја, што за посљедицу има оштећење ћелије и њену смрт. Главни узрок озледе неурона је ослобађање стимулацијског неуротрансмитера глутамата. Концентрација глутамата изван ћелија живчаног система обично се одржава ниском уз помоћ тзв. апсорпције носача, који се напаја из концентрацијског градијента јона (углавном ) преко ћелијске мембране. Међутим, мождани удар прекида доток кисеоника и глукозе који покрећу те јонске пумпе потребне за одржавање тих градијената. Као резултат настаје пад јонског градијента и глутаматни транпортери преокрећу свој смер, отпуштајући глутамат у ванћелијски простор. Глутамат делује на рецепторе на живчаним ћелијама (посебно  рецепторе), доводећи до прилива калцијума који активира ензиме који разграђују ћелијске беланчевине, липиде и садржај једра. Прилив калцијума такође може да доведе до пропасти митохондрија, што може даље да доведе до губитка енергије и може да потакне ћелијску смрт путем апоптозе.
Исхемија такође подстиче настанак слободних радикала кисеоника и других реактивних кисеоникових једињења. Они реагују с бројним ћелијским и ванћелијским структурама и оштећују их. Посебно је важно оштећење слузнице или ендотела крвних жила. У ствари, многи неуропротективни антиоксиданси попут мокраћне киселине и NXY-059 делују на нивоу ендотела, а не на можданом ткиву. Слободни радикали такође могу директно да покрену елементе каскаде апоптозе помоћу редокс сигнализације.
Ти процеси су исти за било коју врсту исхемијског ткива и називају се заједничким именом исхемијском каскадом. Међутим, мождано ткиво је посебно рањиво на исхемију јер има малу респираторну резерву и потпуно је зависно од аеробноГ метаболизма, за разлику од већине других органа.
Мождано ткиво може побољшати своје преживљавање у одређеној мери, ако се један или више ових процеса инхибира. Лекови који прочишћују неке врсте реактивних кисеоникових радикала, инхибирају апоптозу или инхибирају стимулишуће неуротрансмитере, експериментално показују смањење озледе ткива узроковано исхемијом. Материје које раде на тај начин називају се неуропротективним. Донедавно, клиничка испитивања на људима с неуропротективним материјама нису била успешна, с вероватним изузетком дубоке барбитуратне коме. Међутим, у новије време NXY – 059, дисулфонилски дериват спинтрап фенилбутилнитрона, показао се делотворним у заштити ткива код можданог удара. Ово средство делује на нивоу ендотела или на нивоу слузокожних крвних жила. Нажалост, након повољних резултата у једној великој клиничкој студији, друга студија није успела да потврди добре резултате.
Осим штетних утицаја на мождане ћелије, исхемија и инфаркт могу да резултирају губитком и структуралног интегритета можданог ткива и крвних жила, делом кроз ослобађање металопротеиназа, које су цинк и калцијум зависни ензими који разграђују колаген, хијалуронску киселину и друге елементе везивног ткива. Остале протеазе такође доприносе овом процесу. Губитак интегритета васкуларних структура резултира сломом заштитне крвно-мождане баријере и доприноси можданом едему, који може узроковати секундарну прогресију мождане озледе.
Као што је случај с било којом врстом озледе мозга, имунски систем се активира при можданом инфаркту и може под неким околностима да погорша озледу узроковану инфарктом. Инхибиција упалног одговора експериментално је показала смањење озледе ткива услед можданог инфаркта, али то није доказано у клиничким студијама.

### Хеморагијски мождани удар
Резултат хеморагијског можданог удара је озледа ткива услед компресије ткива приликом ширења једног или више хематома. То може да наруши и озледи ткиво. Осим тога, притисак може да доведи до прекида снабдевања захваћеног подручја крвљу, што резултира инфарктом, а крв отпуштена приликом можданог крварења чини се да има директно токсично деловање на мождано ткиво и крвне судове. Упала доприноси секундарном оштећењу након крварења. Инфламација доприноси секундарној повреди мозга након крварења..

## Дијагноза
Дијагностика се заснива на анамнестичким подацима, објективном (соматском и неуролошком) прегледу, лабораторијским прегледима крви и мокраће, компјутеризованој томографији и нуклеарној магнетној резонанци мозга, као и снимању појединих крвних судова (ултразвуком или контрастним средствима).

### Дефиниција
Традиционална дефиниција можданог удара, формулисана од стране Светске здравствене организације 1970. је „неуролошки дефект цереброваскуларног узрока који траје дуже од 24 сата или је прекинут смрћу унутар 24 сата“. Ова дефиниција требало је да одражава реверзибилност оштећења ткива унутар 24 сата, те је осмишљена са сврхом, а временски рок од 24 сата изабран је произвољно. Рок од 24 сата дели мождани удар од транзиторних исхемијских напада, с можданим ударом повезаним синдромом чији симптоми у потпуности нестају унутар 24 сата. Уз доступност третмана који, ако се предузму рано, могу смањити тежину можданог удара многи сада преферирају алтернативне појмове, као што су мождани удар и акутни исхемијски цереброваскуларни синдром (респективно, по узору на срчани удар и акутни коронарни синдром), који одражавају хитност можданих симптома и потребу да се брзо делује.

### Физички преглед
Физички преглед, укључујући узимање анамнезе симптома и неуролошки статус, помаже дајући оцену локализације и тежине можданог удара. То може дати стандардна скала, нпр. NIH скала можданог удара.

### Сликовне технике
За успостављање дијагнозе исхемијског можданог удара у хитним случајевима се користи:
- (без контрастног појачања): сензитивност = 16%; специфичност = 96%
- : сензитивност = 83%; специфичност = 98%

За дијагнозу хеморагијског можданог удара у хитним случајевима се користи:
- (без контрастног појачања); сензитивност = 89%; специфичност = 100%
- : сензитивност = 81%; специфичност = 100%

За откривање хроничних крварења, МРИ је много осетљивији. За процену стабилности можданог удара, претраге нуклеарне медицине SPECT и PET/CT могу помоћи. SPECT документују мождани проток, а PET с FDG изотопом метаболичку активност неурона.

### Подлежући узрок (темељни узрок)
Када се дијагнозира мождани удар, могу се спровести различите студије како би се утврдио темељи узрок можданог удара. Уз тренутно лечење и доступне дијагностичке опције, од изузетне је важности да се утврди да ли постоји периферни извор емболуса. Тестови избора могу се разликовати, јер узрок можданог удара варира с добом, коморбидитетом и клиничком презентацијом. Обично се користе технике које укључују:
- ултразвук/доплер каротидних артерија (ради откривања каротидне стенозе) или прецеребралних артерија због откривања дисекција
- електрокардиограм (EKG) и ехокардиограм (за препознавање аритмија те последично насталих угрушака у срцу који могу доћи путем крвне струје у мождане крвне жиле)
- Холтер монитор због откривања интермитентних (повремених) аритмија
- ангиограм церебралних крвних жила (ако се сматра да је до крварења дошло због руптуре анеуризме или артеријсковенске малформације)
- крвне претраге како би се утврдила хиперколестеролемија, склоност крварењу и неки ређи узроци попут хомоцистеинурије

## Лечење
Основни циљ сваке терапије је побољшање метаболизма оних група ћелија које су у непосредној околини жаришта и које се налазе у специфичном стању (не функционишу, али нису изумрле). На овај начин се спречава проширивање оштећења можданог ткива и на тај начин се спасава живот и смањује могућност инвалидитета. Ово се постиже употребом лекова који поправљају проток крви кроз мозак, који појачавају отпорност зида крвних судова, лековима који побољшавају рад срца и других органа и сл. Посебно су важни лекови који поправљају метаболизам нервних ћелија у непосредној околини жаришта и који поправљају елиминацију штетних материја које се стварају услед недостатка кисеоника и глукозе. Међутим, како значајан проценат преживелих особа има проблеме са моториком, после акутне фазе се наставља са физијатријским третманом.

## Превенција
Мождани удар није болест sui generis (настао сам од себе) већ је то последица дуготрајног процеса који не показује клиничке сметње а тада је најпогодније време за његову превенцију. Када се појаве клиничке манифестације покушава се спречити ширење процеса. Према томе, мождани удар само представља једну фазу процеса који се годинама одвија без икаквих симптома. Из ових разлога, ток се може поделити у три фазе: преиктална фаза, иктална фаза и постиктална фаза. У сваком од стадијума поступци лечења и превенције су различити.
У фази која претходи болести пацијент не осећа никакве тегобе и обично се не јавља лекару. У овој фази се евидентирају повишене вредности крвног притиска, почетна форма дијабетеса и др. Тада је најважније да се почне са превенцијом јер су терапијске могућности много веће (корекција висине крвног притиска, корекција нивоа шећера у крви - дијетом или лековима, корекција срчаних мана - лековима или хируршким захватима). У овој фази се може утицати и на штетне навике као што су злоупотреба алкохолних пића и/или дувана, неадекватан начин исхране (квалитативно и квантитативно) итд.
У израженој фази болести покушава се спречити проширење процеса и настоји се обезбедити бољи доток крви у околину жаришта, побољшава се метаболизам ћелија и истовремено се појачаном елиминацијом распадних материја стварају бољи услови за живот и рад неурона који се налазе у специфичном стању. У исто време се покушава предупредити развој отока мозга.
У фази реконвалесценције када се метаболизам мозга стабилизује, приступа се физијатријским поступцима (у циљу спречавања појаве контрактура), поправци сметњи координације као и другим процедурама које побољшавају стање моторике одузетих делова тела. Уколико постоје сметње говора болесници се подвргавају и логопедским вежбама. У овој фази такође се лековима настоје спречити рецидиви.